# Georg de Hertoghe
Georg de Hertoghe war ein holländischer Soldat in brandenburgischen Diensten.

## Leben
Hertoghe war der Sohn des Generalquartiermeisters der Generalstaaten Jan (Jean) de Hertoghe und dessen Ehefrau Jossine Bye.  Er war mit Susanna, einer Tochter von Antonius Studler-de Surck, verheiratet.
Am 27. März 1648 leitete Fürst Ludwig I. von Anhalt-Köthen die Feierlichkeiten, bei denen Hertoghe zusammen mit Joachim von der Marwitz, Joachim Sigismund von Loeben und Otto von Grote in die Fruchtbringende Gesellschaft aufgenommen wurde.
Dabei wurde Hertoghe der Gesellschaftsname der Anständige und das Motto den Weibsbildern verliehen. Als Emblem wählte man Saturney oder Sedeney (Satureja hortensis L.). Im Köthener Gesellschaftsbuch der Gesellschaft findet sich Hertoghes Eintrag unter der Nr. 504. Dort ist auch das Reimgesetz verzeichnet, welches er anlässlich seiner Aufnahme verfasst hatte:
Den Weibsbildern ist anstendig Saturney
 Wan durch dieselbe sie gereinigt schön genesen
 Mein Nahm’ Anstendig heist. Jch wil im leben frey
 Doch so, sein das ich führ’ hinfort ein erbar wesen,
 Mit lieb’ in keuschheit nur den weibern wohnen bey,
 Und ihren ehrenstand beschützen: Wer erlesen
 Jhm’ hat ein ehrlich bild, der bringet rechte frucht,
 Vergebens aber wird frucht ohne Zucht gesucht.
Als holländischer Gardekapitän eroberte Hertoghe 1672 das kurkölnische Rheinbach. Zwei Jahre später verliert sich seine Spur, nachdem er 1674 in der Schlacht bei Seneffe in französische Kriegsgefangenschaft geriet.
| Personendaten    | Personendaten                                      |
| ---------------- | -------------------------------------------------- |
| NAME             | Hertoghe, Georg de                                 |
| KURZBESCHREIBUNG | holländischer Soldat in brandenburgischen Diensten |
| GEBURTSDATUM     | vor 1648                                           |
| STERBEDATUM      | nach 1674                                          |